# Akuapim South District
Der Akuapim South District (auch: Akuapem South oder Akapim South oder Akwapim South) liegt in der Eastern Region von Ghana. Chief Exekutive des 362 km² großen Distriktes mit 116.346 (2002) Einwohnern ist Andrew Y. Nyarko-Adu. Distrikthauptstadt ist Nsawam, das lediglich 23 km nordwestlich von Accra, an der Straße nach Kumasi gelegen ist.

## Bevölkerung und Geographie
Die Gesamtbevölkerung lebt überwiegend in ländlichen Ortschaften. Nur in den Städten Nsawam (Bevölkerung: 29.986), Adoagyiri (Bevölkerung: 13.058) und Aburi (Bevölkerung: 10.071) leben mehr als 5.000 Einwohner. Die Ortschaft Aburi ist dabei aufgrund des Botanischen Gartens, der hier angelegt worden ist ein wichtiges touristisches Ausflugsziel und international bekannt.
Im Distrikt bestehen traditionell die Herrschaftsgebiete der Chief’s (Häuptlinge) im Gebiet Nsawam im Bereich zwischen Djankoma, Adamukrom, Oparekrom und Kojokrom. Ferner das Gebiet
Adoagyiri im Bereich zwischen Amoakrom, Owuraku, Akwamu, Kkfisah, Okanta, Som und Oblegima. Letztlich besteht das Gebiet Sakyikrom im Bereich Asante, Kwaku und Fankyeneko.
Das Hauptentwässerungssystem im Distrikt ist der Densu, der in den Atiwa Bergen in der Nähe von Kibi entspringt. Das Gebiet des Distriktes ist zu 90 Prozent von semifeuchtem Regenwald bedeckt. Die weiteren 10 Prozent sind mit Grasland bewachsen.
In der Ortschaft Adamorobe hat sich mit der Adamorobe-Gebärdensprache eine einzigartige Gebärdensprache entwickelt. Einige der Gehörlosen in Adamorobe haben Angaben zur Person und der Herkunft auf die Innenseite eines Armes tätowiert für den Fall, dass sie Hilfe brauchen und sich nicht verständigen zu können.

## Ortschaften
| - Nsawam - Adoagyiri - Aburi - Pakro - Pokrom | - Fotobi - Kitase - Ankwa Dobro - Sekyikrom - Ahwerase | - Berekuso - Adamorobe (Ort) - Konkonuru - Nsakye - Owuraku | - Amanfrom - Ntoaso - Darmang - Anoff - Ahwerease |

## Wahlbezirke
Der Akuapim South District besteht aus einem Wahlkreis. Im Wahlkreis Aburi-Nsawam wurde Magnus Opare-Asamoah von der Partei New Patriotic Party (NPP) als Direktkandidat in das ghanaische Parlament gewählt.